# Жан Карлос Колорадо
Жан Карлос Колорадо (ісп. Jean Carlos Colorado, нар. 11 вересня 2000, Ель-Черріто) — колумбійський футболіст, півзахисник клубу «Кортулуа».

## Клубна кар'єра
Народився 11 вересня 2000 року в місті Ель-Черріто. Вихованець футбольної школи клубу «Кортулуа». Дорослу футбольну кар'єру розпочав 2018 року в основній команді того ж клубу, кольори якої захищає й донині.

## Виступи за збірну
2019 року залучався до складу молодіжної збірної Колумбії до 20 років. У її складі брав участь у молодіжному чемпіонаті Південної Америки і допоміг своїй збірній посісти четверте місце. Цей результат дозволив команді кваліфікуватись на молодіжний чемпіонат світу 2019 року, куди поїхав і Колорадо.